# Starterklappe (Sport)
Die Starterklappe ist ein Sportgerät, das zur Signalisierung des Startsignals bei Laufsportarten anstatt einer Startpistole Verwendung findet.

## Details
Die Starterklappe dient der gleichzeitigen akustischen und optischen Signalisierung des Starts. Die Starterklappe besteht aus zwei Brettern, die an einem Ende durch ein Scharnier verbunden sind und mit Griffen versehen sind, so dass sie mit beiden Händen gehalten und problemlos aufgeklappt oder zugeschlagen werden können. In der Regel sind an den Brettern zusätzlich noch farblich abgesetzte Signaltafeln angebracht, um auch auf eine Distanz von bis zu einigen hundert Metern die Stellung der Flügel zueinander einwandfrei ausmachen zu können. 
Beim Start wird die Klappe mit dem Kommando „Auf die Plätze“ ausgestreckt über den Kopf gehoben. Mit dem Kommando „Fertig“ wird die Klappe halb geschlossen, so dass beide Hälften V-förmig zueinander stehen. Mit dem, oder auch anstatt des Kommandos „Los“ werden die Hälften mit einem Knall zusammengeschlagen. Insbesondere wenn der Starter entfernt von den Zeitnehmern steht, müssen die Zeitnehmer die Uhren auf das optische Signal hin starten, während die Sportler auf das akustische Signal starten. Ansonsten kommt es aufgrund der Schallgeschwindigkeit zu Fehlmessungen (ca. 0,3 Sekunden auf 100 Meter).